# Locutor
Locutor é o profissional de comunicação social cujo ofício necessita de sua voz. Atuando nas mídias de rádio, televisão, internet, rodeios, supermercados, esperas telefônicas etc., o locutor interpreta e anuncia textos e falas nos veículos de comunicação os quais elabora.